# 13 grzechów niczyich
13 grzechów niczyich – szósty album studyjny polskiego piosenkarza Dawida Kwiatkowskiego, wydany 30 maja 2019 nakładem wytwórni Warner Music Poland.
Album dotarł do drugiego miejsca Oficjalnej Listy Sprzedaży.

## Single
Płyta promowana była czterema singlami: „Jesteś”, „Sam 1.0”, „Kochaj mnie” i „Mordo”.
Do pierwszych trzech singli zrealizowano oficjalne teledyski.

## Spis utworów
Spis sporządzono na podstawie materiału źródłowego.
| Nr  | Tytuł utworu                                  | Tekst                                                       | Muzyka                                                           | Producent                       | Długość |
| --- | --------------------------------------------- | ----------------------------------------------------------- | ---------------------------------------------------------------- | ------------------------------- | ------- |
| 1.  | „DNA” (gościnnie: Kubi Producent)             | Dawid Kwiatkowski, Bartek Caboń                             | Dawid Kwiatkowski, Bartek Caboń                                  | Kubi Producent                  | 3:23    |
| 2.  | „Plan B” (gościnnie: Julia Wieniawa)          | Marcin Januszkiewicz                                        | Marcin Januszkiewicz, Hubert Stefankiewicz, Mariusz Obijalski    | Mariusz Obijalski               | 3:28    |
| 3.  | „Mięso”                                       | Bartek Caboń                                                | Bartek Caboń                                                     | Piotr Konca, Sebastian Piekarek | 3:08    |
| 4.  | „Grad”                                        | Dawid Kwiatkowski, Krzysztof Spychała, Marcin Januszkiewicz | Dawid Kwiatkowski, Krzysztof Spychała                            | Konrad OldMoney                 | 3:15    |
| 5.  | „Potrzebuję”                                  | Bartek Caboń, Dawid Kwiatkowski                             | Bartek Caboń, Dawid Kwiatkowski                                  | Konrad OldMoney                 | 3:19    |
| 6.  | „Jesteś”                                      | Bartek Caboń, Dawid Kwiatkowski                             | Bartek Cabon, Piotr Konca, Sebastian Piekarek, Dawid Kwiatkowski | Piotr Konca, Sebastian Piekarek | 3:31    |
| 7.  | „Melodia”                                     | Dawid Kwiatkowski                                           | Bartek Caboń, Dawid Kwiatkowski, Piotr Konca, Sebastian Piekarek | Konrad OldMoney                 | 3:09    |
| 8.  | „Nie wolni mi”                                | Dawid Kwiatkowski                                           | Dawid Kwiatkowski                                                | Konrad OldMoney                 | 4:05    |
| 9.  | „Kochaj mnie”                                 | Dawid Kwiatkowski                                           | Dawid Kwiatkowski                                                | Marco Santana                   | 3:08    |
| 10. | „Rozpalimy ogień” (gościnnie: Baron)          | Marco Santana                                               | Marco Santana                                                    | Marco Santana                   | 3:15    |
| 11. | „Nie budź mnie”                               | Bartek Caboń                                                | Bartek Caboń                                                     | Piotr Konca, Sebastian Piekarek | 4:09    |
| 12. | „Mordo”                                       | Dawid Kwiatkowski, Bartek Caboń                             | Dawid Kwiatkowski, Bartek Caboń                                  | Konrad OldMoney                 | 3:15    |
| 13. | „Podgorączkowy” (gościnnie: Natalia Szroeder) | Marcin Januszkiewicz                                        | Marcin Januszkiewicz, Mariusz Obijalski                          | Konrad OldMoney                 | 3:41    |
| 14. | „Sam 1.0”                                     | Bartek Caboń, Dawid Kwiatkowski                             | Bartek Caboń, Amadeusz Krebs                                     | Amadeusz Krebs                  | 3:30    |
|     |                                               |                                                             |                                                                  |                                 | 48:16   |

## Pozycje na listach sprzedaży
| Państwo | Lista | Najwyższa pozycja |
| ------- | ----- | ----------------- |
| Polska  | OLiS  | 2                 |

## Historia wydania
| Państwo | Data         | Wytwórnia                         | Format              | Źródło |
| ------- | ------------ | --------------------------------- | ------------------- | ------ |
| Polska  | 30 maja 2019 | Warner Music Poland With The Band | Dystrybucja cyfrowa | [ 10 ] |
| Polska  | 31 maja 2019 | Płyta kompaktowa                  | [ 12 ]              |        |